# Embòlia arterial

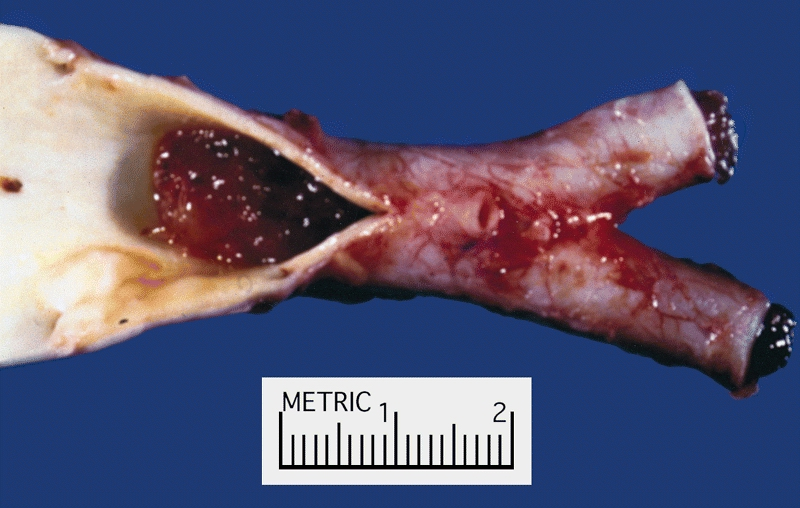
Mostra d'embòlia arterial.

L'embòlia arterial és una interrupció sobtada del flux sanguini a un òrgan o part del cos a causa d'un èmbol adherit a la paret d'una artèria que bloqueja el flux de sang, el tipus principal d'èmbol és un coàgul sanguini (tromboembòlia). De vegades, l'embòlia pulmonar també es classifica com a embòlia arterial, en el sentit que el coàgul segueix l'artèria pulmonar que transporta sang desoxigenada lluny del cor. Tanmateix, l'embòlia pulmonar es classifica generalment com una forma d'embòlia venosa, perquè l'embòlia es forma a les venes. L'embòlia arterial és la principal causa d'infart (que també pot ser causat per, per exemple, compressió arterial, ruptura o vasoconstricció patològica).